# Renia sobrialis
Renia sobrialis är en fjärilsart som beskrevs av Francis Walker 1859. Renia sobrialis ingår i släktet Renia och familjen nattflyn. Inga underarter finns listade.